# Мюллер, Эжен
Эжен Мюллер (фр. Eugène Muller; 31 июля 1826, Вернезон — 1913, Париж) — французский писатель.

## Биография
С 1868 г. работал в парижской Библиотеке Арсенала, в 1884—1905 гг. её хранитель.
Автор ряда романов, повестей (в том числе и для детей); в периодике публиковался также под псевдонимом Дядюшка Ансельм (фр. Oncle Anselme). Первый успех Мюллера был связан с его дебютом, пасторальной повестью «Мионетта» (фр. Mionnette; 1858), выпущенной с подзаголовком «В манере Жорж Санд». За этой книгой последовали другие сентиментальные повести о девочках и девушках — «Дриетта» (1866) и «Робинзонетта» (фр. Robinsonette: Histoire d'une petite orpheline; 1876), — и многие другие произведения.
В жанре non-fiction наибольшей популярностью пользовались такие книги Мюллера, как «Молодость знаменитых людей» (фр. La jeunesse des hommes célèbres; 1867, немецкий перевод 1901, украинский перевод 1924), «Лес» (фр. La Forêt; 1878, с иллюстрациями Теодора Руссо и других художников-барбизонцев) — несколько помпезный рассказ о лесах мира, а также «Маленький трактат о французской вежливости» (фр. Petit traité de la politesse française; 1861), неоднократно переиздававшийся вплоть до 1925 года. Писал биографии известных личностей, пересказал для детей биографии Бетховена, Гайдна, Галилея, Горация, Лопе де Вега, Мольера, Моцарта, Паганини, Колумба, Наполеона, Рубенса, Фальконе.
Перевёл на французский язык книгу сына Христофора Колумба Фернандо о его отце.